# Шпачок білоголовий
Шпачок білоголовий (Sturnia erythropygia) — вид горобцеподібних птахів родини шпакових (Sturnidae).

## Поширення
Ендемік Індії. Поширений на Андаманських і Нікобарських островах. Його природним середовищем існування є субтропічні та тропічні рівнинні тропічні ліси, сухі ліси та луки, а також плантації та поля.

## Опис
Довжина шпака близько 20 см. Більша частина його оперення біла, за винятком махових пір'я крил і хвоста, які чорні. Номінальний підвид має сірувату мантію та спину з деяким багряним відтінком. Основа його загостреного дзьоба синя, решта жовта, ноги також жовті. Райдужка його очей білувата.

## Підвиди
- S. e. andamanensis - займає Андаманські острови;
- S. e. erythropygia - зустрічається на північних Нікобарських островах;
- S. e. katchalensis - присутній в центрі Нікобарського архіпелагу.